# Edison-schroefdraad

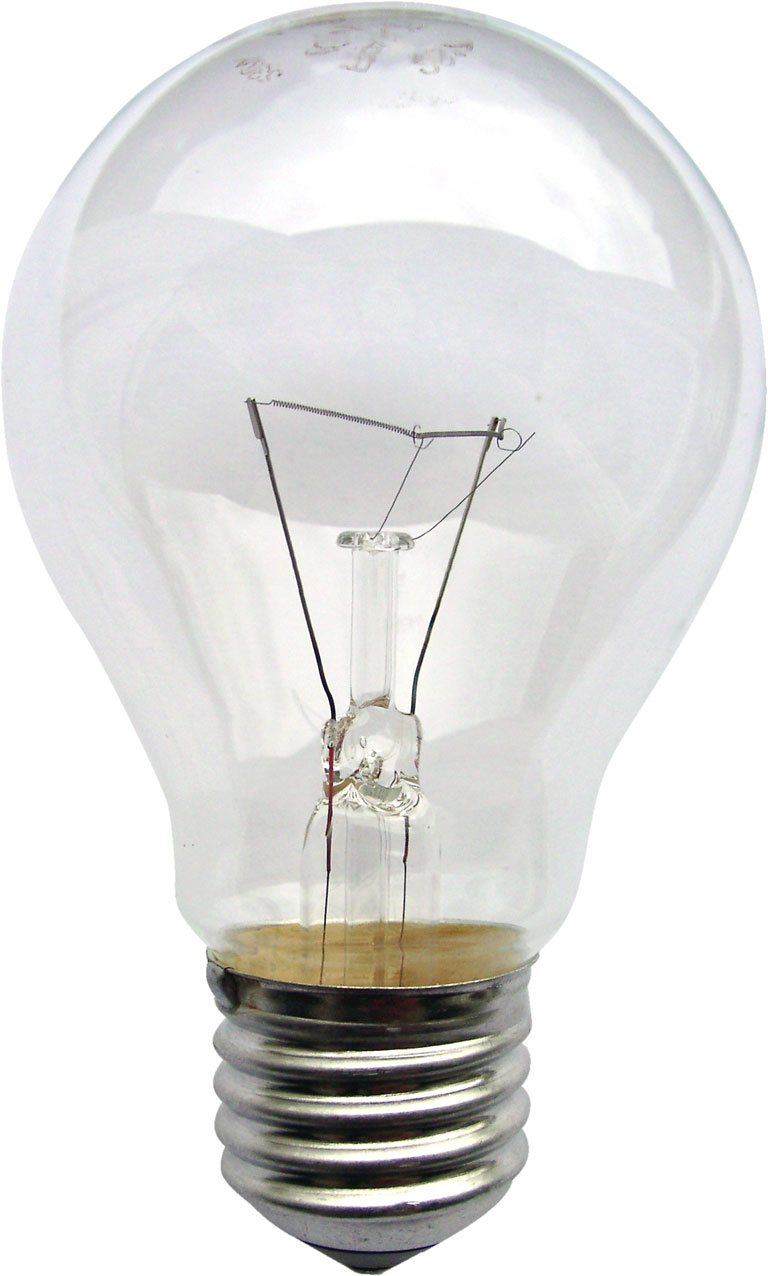
Een gloeilamp met een edison-schroefdraad E27 (27 mm)

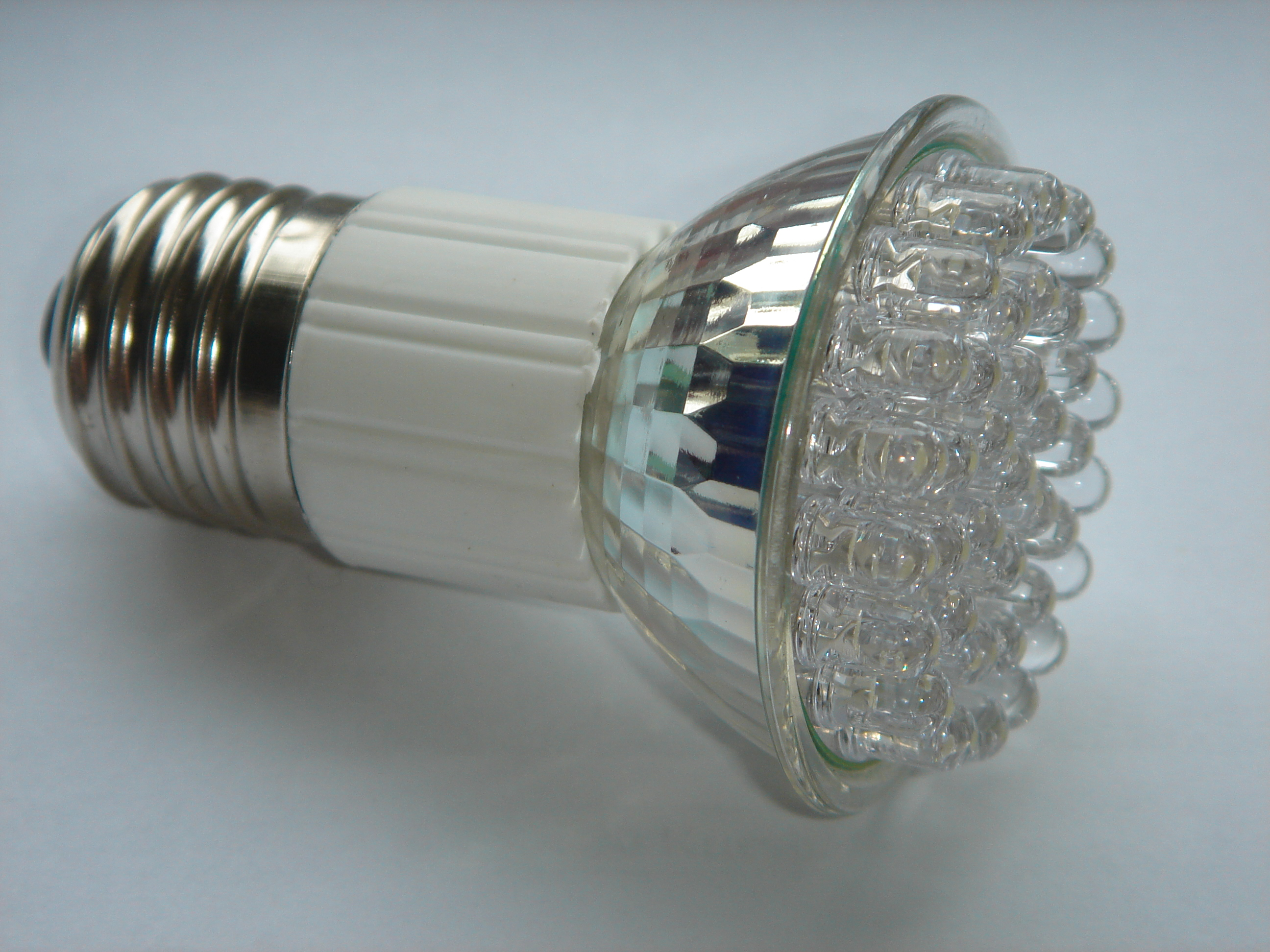
Een ledlamp met een edison-schroefdraad E27

Edison-schroefdraad is een genormaliseerde schroefdraad die wordt toegepast bij onder andere lampfittingen.
De schroefdraad is ontwikkeld door Thomas Edison in 1909 onder het handelsmerk van General Electric. De aanduiding E met een of twee cijfers is diameter in millimeters. E27 betekent dus dat de lamphouder of lamp voorzien is van edison-schroefdraad met een diameter van 27 millimeter. In onder andere Nederland en België is dat de meest gebruikelijke. 
In de meeste landen met 230-240 volt wisselspanning worden E27 en E14 gebruikt. In Amerika zijn de standaardmaten E26, E17, E12 en E10. 
Een andere veel voorkomende lampenfitting is die met bajonetsluiting. De huls kan normaal dus niet onder spanning komen. Hierdoor is deze lamp veiliger dan de edisonlamp. Deze constructie is echter niet geschikt voor lampen van meer dan 200 W. Ze worden vooral toegepast omdat ze niet kunnen lostrillen.
| Type | Maat Ø   | Naam                                                          | IEC                      | DIN       | Spanning | Gebruik                                                                      |
| ---- | -------- | ------------------------------------------------------------- | ------------------------ | --------- | -------- | ---------------------------------------------------------------------------- |
| E5   | 5 mm     | Lilliput Edison Screw (LES)                                   | IEC 60061-1 (7004-25)    |           |          | Kerstboomlampjes, poppenhuizen, modelbouw                                    |
| E10  | 10 mm    | Miniature Edison Screw (MES)                                  | IEC 60061-1 (7004-22)    |           |          | Signaallampen en fietslampjes                                                |
| E12  | 12 mm    | Candelabra Edison Screw (CES)                                 | IEC 60061-1 (7004-28)    |           |          |                                                                              |
| E14  | 14-17 mm | Small Edison Screw (SES) ‘kleine fitting’ of ‘mignon-fitting’ | IEC 60061-1 (7004-23)    | DIN 49615 | 230 V    | Schemerlampen en spotjes                                                     |
| E17  | 14-17 mm | Small Edison Screw (SES)                                      | IEC 60061-1 (7004-26)    |           | 110 V    |                                                                              |
| E26  | 25-26 mm | (Medium) Edison Screw (ES)                                    | IEC 60061-1 (7004-21A-2) |           | 110 V    |                                                                              |
| E27  | 26-27 mm | (Medium) Edison Screw (ES)                                    | IEC 60061-1 (7004-21)    | DIN 49620 | 230 V    | Gewone gloeilampen Schroefkoppen van zekeringen van elektrische installaties |
| E40  | 40 mm    | Giant Edison Screw (GES) ‘goliath’                            | IEC 60061-1 (7004-24)    | DIN 49625 |          | Straat- en floodlightverlichting                                             |

De IEC-codering wordt in Nederland door de NEN uitgegeven, en in België door het BEC.